# The Devotional Tour
Il Devotional Tour è stato un tour musicale della band elettronica inglese dei Depeche Mode, intrapreso durante il 1993 per promuovere l'ottavo album in studio del gruppo Songs of Faith and Devotion.
Assieme al World Violation Tour è l'unico tour dei Depeche Mode in cui sono state eseguite tutte le canzoni dell'album che promuove.

## Scaletta
1. Higher Love
2. Policy of Truth
3. World in My Eyes
4. Walking in My Shoes
5. Behind the Wheel
6. Halo
7. Stripped
8. Condemnation
9. Judas / A Question of Lust
10. Death's Door / One Caress
11. Mercy in You / Get Right with Me
12. I Feel You
13. Never Let Me Down Again
14. Rush
15. In Your Room
16. Personal Jesus
17. Enjoy the Silence
18. Fly on the Windscreen / Something to Do (eseguita soltanto il 25 maggio 1993 a Bruxelles[1]) / Somebody
19. Everything Counts

## Date
| Data       | Città             | Paese       | Luogo                                 | Note |
| ---------- | ----------------- | ----------- | ------------------------------------- | --- |
| Europa     |                   |             |                                       | |
| 19/05/1993 | Lilla             | Francia     | Espace Foire                          | |
| 21/05/1993 | Zurigo            | Svizzera    | Hallenstadion                         | |
| 24/05/1993 | Bruxelles         | Belgio      | Forest National                       | |
| 25/05/1993 | Bruxelles         | Belgio      | Forest National                       | |
| 27/05/1993 | Copenaghen        | Danimarca   | Forum København                       | La performance di Get Right with Me è stata registrata per l'album dal vivo Songs of Faith and Devotion Live. |
| 28/05/1993 | Göteborg          | Svezia      | Scandinavium                          | |
| 29/05/1993 | Stoccolma         | Svezia      | Globe Arena                           | |
| 31/05/1993 | Hannover          | Germania    | Sportpark                             | |
| 01/06/1993 | Rotterdam         | Paesi Bassi | Ahoy Rotterdam                        | |
| 03/06/1993 | Losanna           | Svizzera    | Patinoire de Malley                   | |
| 04/06/1993 | Assago            | Italia      | Forum di Assago                       | Le performance di Halo, Condemnation, Personal Jesus e Enjoy the Silence sono state registrate e inserite come b-side del singolo Condemnation. |
| 07/06/1993 | Roma              | Italia      | PalaEur                               | Originariamente fissata al Palaghiaccio di Marino, ma poi spostata al PalaEUR di Roma poche settimane prima del concerto. Durante la performance di Behind the Wheel un gruppo di ragazzi in prima fila, dopo averlo insultato diverse volte, tirò una bottiglia d'acqua contro Dave Gahan, facendolo andare su tutte le furie. Anche se più tardi c'è stato un chiarimento, il gruppo, tuttavia, ha chiuso il concerto solamente con il primo bis (Personal Jesus e Enjoy the Silence). |
| 08/06/1993 | Firenze           | Italia      | Palasport                             | |
| 10/06/1993 | Nancy             | Francia     | Le Zénith                             | |
| 11/06/1993 | Norimberga        | Germania    | Frankenhalle                          | |
| 12/06/1993 | Mannheim          | Germania    | Maimarkthalle                         | |
| 14/06/1993 | Dortmund          | Germania    | Westfalenhallen                       | |
| 15/06/1993 | Dortmund          | Germania    | Westfalenhallen                       | |
| 16/06/1993 | Berlino           | Germania    | Waldbühne                             | |
| 18/06/1993 | Praga             | Rep. Ceca   | Stadion Letná                         | |
| 19/06/1993 | Lipsia            | Germania    | Festwiese                             | |
| 21/06/1993 | Monaco di Baviera | Germania    | Olympiahalle                          | |
| 23/06/1993 | Vienna            | Austria     | Wiener Stadthalle                     | |
| 25/06/1993 | Stoccarda         | Germania    | Hanns-Martin-Schleyer-Halle           | |
| 26/06/1993 | Lione             | Francia     | Halle Tony-Garnier                    | |
| 29/06/1993 | Parigi            | Francia     | Palais Omnisports de Paris-Bercy      | |
| 30/06/1993 | Parigi            | Francia     | Palais Omnisports de Paris-Bercy      | |
| 03/07/1993 | Brest             | Francia     | Parc du Penfeld                       | |
| 05/07/1993 | Bordeaux          | Francia     | Patinoire de Mériadeck                | |
| 07/07/1993 | Tolone            | Francia     | Zénith Omega                          | |
| 10/07/1993 | Porto             | Portogallo  | Estádio do Futebol Clube do Porto     | |
| 11/07/1993 | Lisbona           | Portogallo  | Estádio José Alvalade                 | |
| 13/07/1993 | La Coruña         | Spagna      | Coliseum                              | |
| 15/07/1993 | Madrid            | Spagna      | Plaza de Toros Las Ventas             | |
| 17/07/1993 | Barcellona        | Spagna      | Palau Sant Jordi                      | Parte dei concerti è stata filmata per il concert film Devotional. |
| 21/07/1993 | Francoforte       | Germania    | Festhalle                             | Parte dei concerti è stata filmata per il concert film Devotional. |
| 22/07/1993 | Colonia           | Germania    | Sporthalle                            | |
| 24/07/1993 | Zeebrugge         | Belgio      | Belga Beach Festival                  | |
| 27/07/1993 | Budapest          | Ungheria    | Nándor Hidegkuti Stadion              | |
| 29/07/1993 | Liévin            | Francia     | Stade Couvert Régional                | Parte del concerto è stata filmata per il concert film Devotional e registrata per l'album dal vivo Songs of Faith and Devotion Live. Altre performance sono state registrate e pubblicate come b-side del singolo In Your Room. |
| 31/07/1993 | Londra            | Regno Unito | Crystal Palace Athletics Stadium      | Il concerto è stato trasmesso in radio. |
| America    |                   |             |                                       | |
| 07/09/1993 | Québec            | Canada      | Colisée de Québec                     | |
| 08/09/1993 | Montréal          | Canada      | Forum de Montréal                     | |
| 10/09/1993 | Worcester         | Stati Uniti | Centrum Centre                        | |
| 12/09/1993 | Landover          | Stati Uniti | Capital Centre                        | |
| 14/09/1993 | Hamilton          | Canada      | Copps Coliseum                        | |
| 15/09/1993 | Toronto           | Canada      | SkyDome                               | |
| 17/09/1993 | Pittsburgh        | Stati Uniti | Civic Arena                           | |
| 18/09/1993 | Filadelfia        | Stati Uniti | The Spectrum                          | |
| 21/09/1993 | East Rutherford   | Stati Uniti | Brendan Byrne Arena                   | |
| 23/09/1993 | New York City     | Stati Uniti | Madison Square Garden                 | |
| 24/09/1993 | New York City     | Stati Uniti | Madison Square Garden                 | |
| 25/09/1993 | Uniondale         | Stati Uniti | Nassau Veterans Memorial Coliseum     | |
| 27/09/1993 | Hampton           | Stati Uniti | Hampton Coliseum                      | |
| 28/09/1993 | Chapel Hill       | Stati Uniti | Dean Smith Center                     | |
| 29/09/1993 | Atlanta           | Stati Uniti | Omni Coliseum                         | |
| 01/10/1993 | Gainesville       | Stati Uniti | O'Connell Center                      | |
| 02/10/1993 | Miami             | Stati Uniti | Miami Arena                           | |
| 03/10/1993 | Tampa             | Stati Uniti | Florida Suncoast Dome                 | |
| 05/10/1993 | Orlando           | Stati Uniti | Orlando Arena                         | |
| 08/10/1993 | New Orleans       | Stati Uniti | Lakefront Arena                       | Prima dei bis Dave Gahan è stato colto da infarto, così il concerto è stato chiuso con un unico brano cantato da Martin Gore, ovvero Death's Door. La performance di One Caress è stata registrata per l'album dal vivo Songs of Faith and Devotion Live. |
| 10/10/1993 | Houston           | Stati Uniti | The Summit                            | |
| 11/10/1993 | Houston           | Stati Uniti | The Summit                            | |
| 13/10/1993 | Dallas            | Stati Uniti | Reunion Arena                         | |
| 14/10/1993 | Dallas            | Stati Uniti | Reunion Arena                         | |
| 15/10/1993 | Austin            | Stati Uniti | Frank Erwin Center                    | |
| 17/10/1993 | Saint Louis       | Stati Uniti | St. Louis Arena                       | |
| 20/10/1993 | Champaign         | Stati Uniti | Assembly Hall                         | |
| 22/10/1993 | Auburn Hills      | Stati Uniti | The Palace of Auburn Hills            | |
| 23/10/1993 | Auburn Hills      | Stati Uniti | The Palace of Auburn Hills            | |
| 26/10/1993 | Cleveland         | Stati Uniti | Richfield Coliseum                    | |
| 28/10/1993 | Rosemont          | Stati Uniti | Rosemont Horizon                      | |
| 29/10/1993 | Rosemont          | Stati Uniti | Rosemont Horizon                      | |
| 30/10/1993 | Minneapolis       | Stati Uniti | Target Center                         | |
| 02/11/1993 | Denver            | Stati Uniti | McNichols Sports Arena                | |
| 04/11/1993 | Salt Lake City    | Stati Uniti | Delta Center                          | |
| 06/11/1993 | Vancouver         | Canada      | Pacific Coliseum                      | |
| 07/11/1993 | Seattle           | Stati Uniti | Seattle Center Coliseum               | |
| 08/11/1993 | Portland          | Stati Uniti | Memorial Coliseum                     | |
| 12/11/1993 | San Jose          | Stati Uniti | San Jose Arena                        | |
| 13/11/1993 | Oakland           | Stati Uniti | Oakland-Alameda County Coliseum Arena | |
| 14/11/1993 | Sacramento        | Stati Uniti | ARCO Arena                            | |
| 16/11/1993 | San Diego         | Stati Uniti | San Diego Sports Arena                | |
| 18/11/1993 | Phoenix           | Stati Uniti | Arizona Veterans Memorial Coliseum    | |
| 20/11/1993 | Inglewood         | Stati Uniti | Great Western Forum                   | |
| 21/11/1993 | Inglewood         | Stati Uniti | Great Western Forum                   | |
| 23/11/1993 | Inglewood         | Stati Uniti | Great Western Forum                   | |
| 24/11/1993 | Inglewood         | Stati Uniti | Great Western Forum                   | |
| 26/11/1993 | Inglewood         | Stati Uniti | Great Western Forum                   | |
| 02/12/1993 | Città del Messico | Messico     | Palacio de los Deportes               | |
| 03/12/1993 | Città del Messico | Messico     | Palacio de los Deportes               | |
| Europa     |                   |             |                                       | |
| 12/12/1993 | Dublino           | Irlanda     | Point Theatre                         | |
| 14/12/1993 | Birmingham        | Regno Unito | National Exhibition Centre            | |
| 17/12/1993 | Manchester        | Regno Unito | G-MEX Centre                          | |
| 18/12/1993 | Sheffield         | Regno Unito | Sheffield Arena                       | |
| 20/12/1993 | Londra            | Regno Unito | Wembley Arena                         | |

## Musicisti

### Depeche Mode
- Dave Gahan - voce
- Martin Gore - chitarra, sintetizzatori, campionatori, cori, voce
- Andy Fletcher - sintetizzatori, campionatori, cori
- Alan Wilder - sintetizzatori, campionatori, pianoforte, batteria, cori

### Musicisti di supporto
- Hildia Campbell - cori
- Samantha Smith - cori
- orchestra - archi